# سروستان (حومة بم)
سروستان (بالفارسية: سروستان) هي قرية تقع في إيران في منطقة مركزية ريفية. يقدر عدد سكانها بـ 385 نسمة بحسب إحصاء 2016.